# Río Kanawha
El río Kanawha (del inglés: 'Kanawha River'), es un afluente del Ohio, por su margen izquierda, que discurre íntegramente por el estado de Virginia Occidental, en Estados Unidos. El río Kanawha tiene una longitud de 156 km, pero con una de sus fuentes, el río New, de 515 km, llega hasta los 671 km. 
En la actualidad el río es navegable desde la localidad de Deep Water, situada 32 km aguas arriba de Charleston. 
Es el principal río del Estado y jugó un papel activo en la articulación territorial durante el proceso de industrialización de mediados del siglo XIX.

## Geografía
El río Kanawha nace de la confluencia de los ríos New y Gauley a su paso por la localidad de Gauley Bridge, al noroeste del Condado Fayette, aproximadamente 56 kilómetros al sureste de la ciudad de Charleston. Su caudal medio en Gauley Bridge es de 481 m³/s. El Kanawha fluye tortuosamente en dirección noroeste a través de la meseta Allegheny con numerosos meandros, atravesando los condados de Fayette, Kanawha, Putnam y Mason; además de ciudades como Charleston o St. Albans y localidades de menor tamaño. El Kanawha desemboca finalmente en el río Ohio en la localidad de Point Pleasant, en el límite occidental del Estado. 
El valle del río Kanawha posee importantes yacimientos de carbón y gas natural. En las riberas del Kanawha se encuentra una notable industria química, de significada importancia para la economía local.

## Historia
Durante la época colonial, el descenso de caudal que dejaba profundidades muy someras impedía el uso del río para transporte. En 1840, el drenado del río y la retirada de grandes bloques y vegetación permitió la navegación limitada, extendiéndose después de 1875 tras la construcción de esclusas y presas. 